# Climbers Laives
I Climbers Laives (già Climbers Rovereto e Climbers Predazzo) sono stati una squadra di football americano italiana.
Nacquero a Rovereto nel 1984, e nella loro prima stagione disputarono la massima serie, in cui chiusero al penultimo posto il girone Nord. L'anno successivo la franchigia si spostò a Predazzo, e la squadra chiuse ultima il proprio girone in Serie A, retrocedendo.
Nel 1986 i Climbers mancarono la promozione, chiudendo il girone Est di Serie B al terzo posto. La squadra, in difficoltà economiche, fu rilevata dal bolzanino Argeo Tisma, il quale avrebbe voluto portarla nel capoluogo altoatesino, ma non riuscendovi, ripiegò sulla vicina Laives.
Anche nel 1987 i Climbers disputarono la serie B, chiudendo il girone C al penultimo posto.
Con il passaggio dall'AIFA alla FIAF nel 1988, la squadra finì in Serie A2, chiudendo però il girone A all'ultimo posto. Al termine della stagione, Tisma sciolse la squadra per rifondare i Giants Bolzano.